# Alfabeto urdu
El alfabeto urdu es un alfabeto arábigo, derivado a través del alfabeto persa, usado para el idioma urdu y que tiene 40 letras. Suele ser escrito con el estilo de caligrafía llamado nastaʿlīq de trazos largos y ascendentes, para diferenciarlo del árabe que suele escribirse estilo naskh. Puesto que el urdu es la misma lengua que el hindi, el alfabeto arábigo urdu constituye uno de los rasgos que diferencian a ambos, ya que el hindi se escribe con el alfabeto índico devanagari.